# Häädemeeste
Häädemeeste är centralort i Häädemeeste kommun i sydvästra Estland. Den ligger i landskapet Pärnumaa, 150 km söder om huvudstaden Tallinn. Orten ligger invid Rigabukten, mellan Pärnu och lettiska gränsen. Antalet invånare är 851.
Runt Häädemeeste är det glesbefolkat, med 8 invånare per kvadratkilometer. Häädemeeste är det största samhället i trakten. 